# Коц, Роман Николаевич
Роман Николаевич Коц (12 сентября 1984, Луцк, Украинская ССР, СССР) — украинский футболист, защитник.

## Игровая карьера
Воспитанник волынского футбола. В составе «Волынь» в высшем дивизионе чемпионата Украины дебютировал 20 сентября 2003 года в игре против «Кривбасса». В команде Кварцяного не смог стать основным футболистом. За два периода пребывания в команде сыграл всего 6 матчей.
В 2004 году играл в высшем дивизионе Казахстана в команде «Жетысу». С 2007 по 2008 годы — в Белоруссии за «Динамо» (Брест).
В 2010 году играл в любительской команде Адальберта Корпоная «Свитязь» (Шацк).